# Bernard Fichtner
Bernard Fichtner (* um 1970) ist ein kanadischer Jazz- und Fusionmusiker (Gitarre, Komposition), der in Hamburg lebt.

## Wirken
Fichtner, der von John Scofield und Pat Metheny sowie von Terje Rypdal beeinflusst ist, studierte am Berklee College of Music. Er arbeitete als Freelancer und trat in zahlreichen Clubs auf, spielte aber auch als Theatermusiker in einigen Musicals, etwa seit 1998 in Buddy als Niki Sullivan. Er tourte mit Al Martino, Dominique Horwitz, Esther Ofarim, Georg Danzer oder Jon Hammond.
2008 legte Fichtner mit Points of View sein erstes Album mit seiner Band Soundcanvas vor. 2022 veröffentlichte er mit der Formation M-Projekt, zu der noch Keyboarder Markus Horn, Bassist Giorgi Kiknadze und Schlagzeuger Heinz Lichius gehören, das Album Movin’ On, das gute Kritiken erhielt.
Weiterhin ist Fichtner als Dozent an der Hamburg School of Music und dem Hamburger Konservatorium tätig. 